# Pseudonicsara cervus
Pseudonicsara cervus är en insektsart som beskrevs av Sigfrid Ingrisch 2009. Pseudonicsara cervus ingår i släktet Pseudonicsara och familjen vårtbitare. Inga underarter finns listade i Catalogue of Life.